# Léčba pedofilie
Léčba pedofilie, terapie pedofilie jsou termíny označující lékařské nebo psychoterapeutické snahy buď o změnu pedofilní sexuální preference či orientace, nebo o řešení druhotných problémů, které z ní mohou vyplývat. Vzhledem k tomu, že obecné povědomí pedofilii spojuje především s kriminálními činy vůči dětem, jsou snahy o léčení pedofilie společensky více akceptovány a méně kritizovány než snahy o léčení homosexuality.

## Cíle léčby
Cíle i principy léčby pedofilie se mohou značně lišit; většina odborníků se však shoduje, že reálným cílem není změna samotného erotického zaměření, ale jen změna sebepojetí a chování, zvýšení sebeovládací schopnosti, případně též nespecifické tlumení sexuálního pudu (podáváním antiandrogenů nebo kastrací). Někteří odborníci nerozlišují zřetelně mezi léčbou pedofilů a léčbou pachatelů sexuálních deliktů.
U dobrovolné léčby, k níž se častěji hlásí pedofilové bez kriminálních problémů či sklonů, obvykle hlavním důvodem léčby není potenciální nebezpečnost, ale deprese plynoucí z citových frustrací a traumatické a posttraumatické příznaky související buď s egodystonií nebo se společenskou situací, tedy obtížností nalézt realistický životní styl a nutností odolávat předsudkům a nenávisti.
Petr Weiss mezi cíli léčby jmenuje získání informací a vytvoření kritického náhledu na vlastní parafilní motivaci, změnu postojů a chování a posílení vědomé kontroly, sexuální adaptaci a sociální reintegraci.
Ti z pedofilních probandů lipské studie, kteří někdy vyhledali terapii, od psychoterapie nebo psychologického poradenství očekávali zvýšení všeobecných schopností (všeobecné a sociální kompetence ke zvládání života a řešení problémů, zvýšení samostatnosti, sebevědomí), nalezení smyslu života a spokojenosti (nalezení vyrovnanosti a identity), odstranění afektivních poruch nebo jejich prevence (deprese, sebevražedné tendence, chronické úzkosti) a nalézt způsob zacházení s vlastní sexualitou (přijetí vlastních sexuálních pocitů, nekriminální život a cílené ovládání sexuálního chování a zvládnutí sexuální zdrženlivosti atd.).
Některé léčebné postupy směřují k potlačování a vytěsňování pedofilních sklonů a jejich projevů, jiné postupy k jejich kanalizaci (například s využitím masturbace – tolerance dětské pornografie vedla v 60. letech Dánsku údajně k rapidnímu snížení počtu sexuálních deliktů na dětech – jiné postupy kladou důraz na sebepřijetí a socializaci, tedy na využití pedofilních dispozic k společensky ceněným a akceptovaným aktivitám a způsobu života. Přestože tyto tři typy cílů jsou navzájem ve značném rozporu, mnohdy jsou v léčebné praxi kombinovány tak, že výsledkem je především neurotizace pacienta.

## Metody léčby
K léčbě pedofilie a navazujících psychických problémů se používaly a používají podobné metody, jaké se v minulosti používaly nebo dosud používají u léčby homosexuality nebo při léčení psychických problémů vyplývajících ze společenské situace homosexuálně orientovaných. Systémy léčení pedofilie jsou však v mnoha zemích dosud úzce propojeny s represivními mocenskými mechanismy, jak bylo do třetí čtvrtiny 20. století obvyklé i u homosexuality, tj. léčba bývá mnohdy soudně nařízena jako ochranná léčba nebo ji klienti podstupují dobrovolně, hrozí-li jim bezprostředně trestní stíhání. Metody léčení pedofilie mají některé principy společné i s léčbou některých dalších parafilií nebo i s řešením sexuálních a citových problémů lidí bez parafilie.

## Úspěšnost léčby
Úspěšnost léčby je většinou v literatuře uváděna pouze ve vztahu ke kriminální recidivitě, tedy za úspěšně vyléčeného je pokládán ten, kdo po ukončení léčby nespáchá trestný čin pohlavního zneužití dětí, a z metodologického hlediska jsou tyto údaje vesměs velmi sporné. Kvalita a délka života po léčbě a míra sebevražednosti obvykle nebývá uváděna.

## Preventivní program Parafilik
V roce 2019 vznikl pod záštitou Národního ústavu duševního zdraví projekt Parafilik ("Nemůžete za své pocity, můžete za své činy"), který se zaměřuje na lidi, trpící parafiliemi, včetně pedofilie, a nabízí jim včasnou pomoc. Na stránkách parafilik.cz/poradna funguje od 27. 2. 2020 anonymní online poradna pro všechny, kteří mají pocit, že by jejich sexualita mohla mít úskalí pro ně samotné či pro lidi v jejich okolí. Na otázky v poradně odpovídají odborníci z Laboratoře evoluční sexuologie a psychopatologie z Národního ústavu duševního zdraví.